# Línea 712 (Interurbanos Madrid)
La línea 712 de la red de autobuses interurbanos de Madrid une la terminal subterránea del Intercambiador de Plaza de Castilla con Tres Cantos por la Avenida de los Encuartes.

## Características

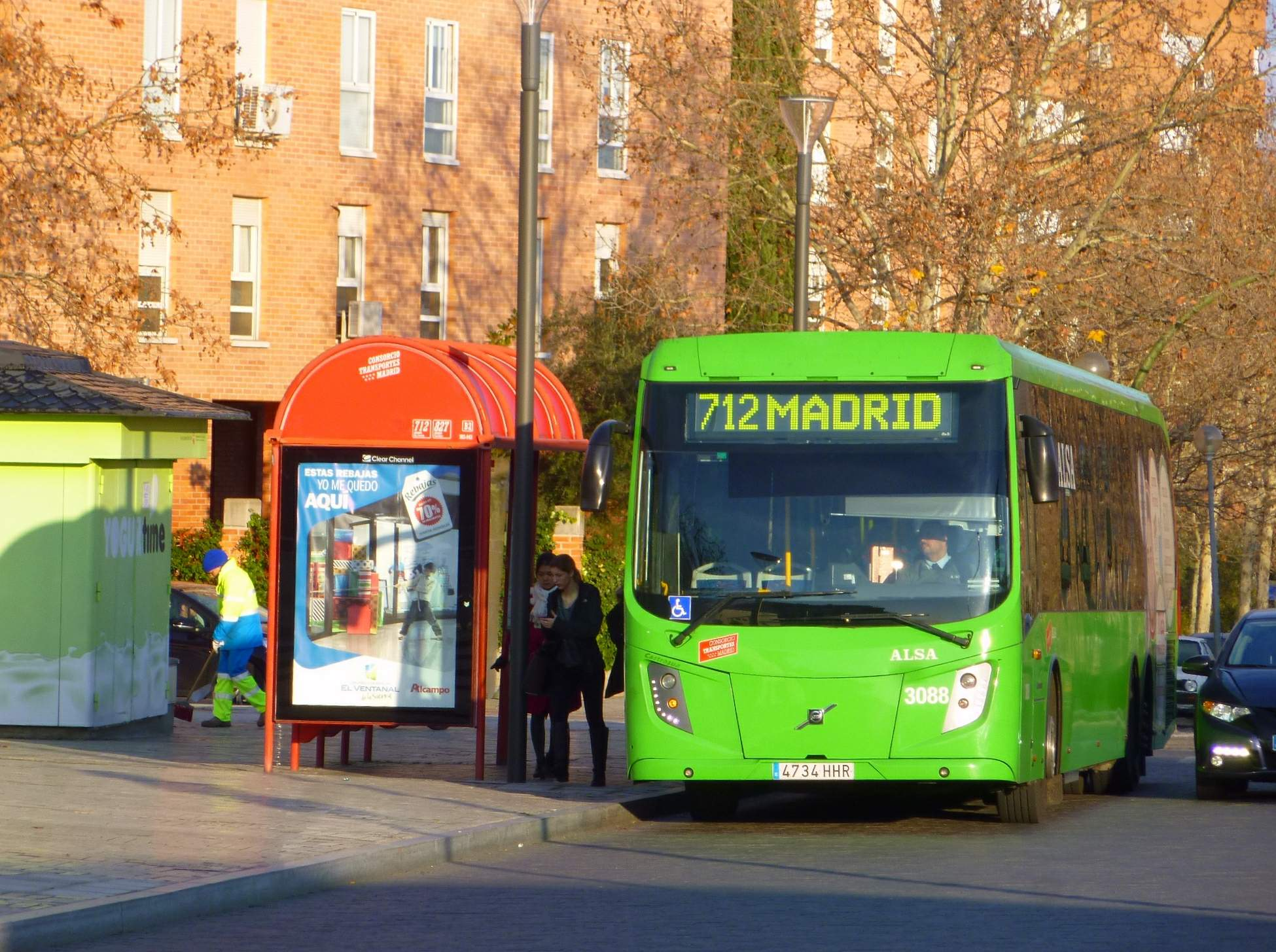
Autobús de la línea 712 en la Avenida de los Encuartes, frente el ayuntamiento

Esta línea une Madrid con Tres Cantos atravesando la Avenida de los Encuartes, con un recorrido que dura aproximadamente 45 minutos entre cabeceras.
Hasta el 1 de noviembre de 2012 la línea realizaba un recorrido circular por Tres Cantos en sentido antihorario, complementada por el recorrido horario que realizaba la línea 713. Ambas líneas fueron reorganizadas coincidiendo con la supresión de la línea 717, absorbiendo el recorrido de dicha línea en los nuevos recorridos de las líneas 712 y 713.
El 1 de octubre de 2018 la línea amplió su itinerario para cubrir los nuevos desarrollos urbanísticos al norte de la ciudad, llamados Nuevo Tres Cantos.
Algunas expediciones comienzan o terminan su recorrido en el Intercambiador de Plaza de Castilla en superficie, puesto que operan en horas en las que la parte subterránea aún no ha abierto para la circulación de autobuses por la mañana o ya ha cerrado por la noche.
Al compartir la dársena 30 en el Intercambiador de Plaza de Castilla junto con la línea 713, sus horarios están coordinados para que no existan servicios de ambas líneas que salgan a la vez.
Siguiendo la numeración de líneas del CRTM, las líneas que circulan por el corredor 7 son aquellas que dan servicio a los municipios situados en torno a la M-607 y comienzan con un 7. Aquellas numeradas dentro de la decena 710 corresponden a aquellas que circulan por Tres Cantos.
La línea no mantiene los mismos horarios todo el año, desde el 16 al 31 de julio se reducen el número de expediciones los días laborables entre semana (sábados laborables, domingos y festivos tienen los mismos horarios todo el año) y se reducen aún más durante el mes de agosto (también solo los días laborables entre semana), además de los días excepcionales vísperas de festivo y festivos de Navidad en los que los horarios también cambian y se reducen.
Está operada por la empresa ALSA mediante la concesión administrativa VCM-701 - Madrid - Tres Cantos (Viajeros Comunidad de Madrid) del Consorcio Regional de Transportes de Madrid.

### Sublíneas
Aquí se recogen todas las distintas sublíneas que ha tenido la línea 712. La denominación de sublíneas que utiliza el CRTM es la siguiente:
- Número de línea (712)
- Sentido de circulación (1 ida, 2 vuelta)
- Número de sublínea

Por ejemplo, la sublínea 712202 corresponde a la línea 712, sentido 2 (vuelta) y el número 02 de numeración de sublíneas creadas hasta la fecha.
| Ida    | Ruta                          | Itinerario                      | Vuelta | Ruta | Itinerario                      |
| 712101 | -                             | Madrid - Tres Cantos            | 712201 | -    | Tres Cantos - Madrid            |
| 712102 | No existe la ruta "cc" de ida | No existe la ruta "cc" de ida   | 712202 | cc   | Ciudad Escolar - Madrid         |
| 712103 | s                             | Madrid superficie - Tres Cantos | 712203 | s    | Tres Cantos - Madrid superficie |

## Horarios

### 1 septiembre - 15 julio
| Lunes a viernes laborables |                      |                      |                      |                      |                      |                      |                      |                      |                      |                      |                      |                      |                      |                      |                      |                      |                      |                      |                      |                      |                      |                      |                      |                      |                      |                      |                      |                      |                      |                      |                      |                      |                      |                      |                      |                      |                      |                      |                      |
| Madrid > Tres Cantos       | Madrid > Tres Cantos | Madrid > Tres Cantos | Madrid > Tres Cantos | Madrid > Tres Cantos | Madrid > Tres Cantos | Madrid > Tres Cantos | Madrid > Tres Cantos | Madrid > Tres Cantos | Madrid > Tres Cantos | Madrid > Tres Cantos | Madrid > Tres Cantos | Madrid > Tres Cantos | Madrid > Tres Cantos | Madrid > Tres Cantos | Madrid > Tres Cantos | Madrid > Tres Cantos | Madrid > Tres Cantos | Madrid > Tres Cantos | Tres Cantos > Madrid | Tres Cantos > Madrid | Tres Cantos > Madrid | Tres Cantos > Madrid | Tres Cantos > Madrid | Tres Cantos > Madrid | Tres Cantos > Madrid | Tres Cantos > Madrid | Tres Cantos > Madrid | Tres Cantos > Madrid | Tres Cantos > Madrid | Tres Cantos > Madrid | Tres Cantos > Madrid | Tres Cantos > Madrid | Tres Cantos > Madrid | Tres Cantos > Madrid | Tres Cantos > Madrid | Tres Cantos > Madrid | Tres Cantos > Madrid | Tres Cantos > Madrid | Tres Cantos > Madrid |
| 06                         | 07                   | 08                   | 09                   | 10                   | 11                   | 12                   | 13                   | 14                   | 15                   | 16                   | 17                   | 18                   | 19                   | 20                   | 21                   | 22                   | 23                   | 00                   | 05                   | 06                   | 07                   | 08                   | 09                   | 10                   | 11                   | 12                   | 13                   | 14                   | 15                   | 16                   | 17                   | 18                   | 19                   | 20                   | 21                   | 22                   | 23                   | 00                   | 01                   |
| 10 30 52                   | 07 22 37 52          | 07 22 37 52          | 07 22 37 52          | 07 22 37 50          | 10 30 50             | 10 30 50             | 10 30 50             | 10 30 50             | 10 30 50             | 10 30 45             | 07 22 37 50          | 07 22 37 50          | 07 22 37 50          | 07 22 37 50          | 10 30 50             | 10 30 50             | 10 30                |                      | 40                   | 00 15 30 45          | 00 15 30 45          | 00 15 30 45          | 00 15 30 45          | 00 20 40             | 00 20 40             | 00 20 40             | 00 20 40             | 00 15cc l 20 40      | 00 20 40             | 00 15 30 45          | 00 15 30 45          | 00 15 30 45          | 00 15 30 45          | 00 20 40             | 00 20 40             | 00 20 40             | 00 20s 55s           |                      |                      |
| Todo el año                |                      |                      |                      |                      |                      |                      |                      |                      |                      |                      |                      |                      |                      |                      |                      |                      |                      |                      |                      |                      |                      |                      |                      |                      |                      |                      |                      |                      |                      |                      |                      |                      |                      |                      |                      |                      |                      |                      |                      |
| Sábados laborables         |                      |                      |                      |                      |                      |                      |                      |                      |                      |                      |                      |                      |                      |                      |                      |                      |                      |                      |                      |                      |                      |                      |                      |                      |                      |                      |                      |                      |                      |                      |                      |                      |                      |                      |                      |                      |                      |                      |                      |
| Madrid > Tres Cantos       | Madrid > Tres Cantos | Madrid > Tres Cantos | Madrid > Tres Cantos | Madrid > Tres Cantos | Madrid > Tres Cantos | Madrid > Tres Cantos | Madrid > Tres Cantos | Madrid > Tres Cantos | Madrid > Tres Cantos | Madrid > Tres Cantos | Madrid > Tres Cantos | Madrid > Tres Cantos | Madrid > Tres Cantos | Madrid > Tres Cantos | Madrid > Tres Cantos | Madrid > Tres Cantos | Madrid > Tres Cantos | Madrid > Tres Cantos | Tres Cantos > Madrid | Tres Cantos > Madrid | Tres Cantos > Madrid | Tres Cantos > Madrid | Tres Cantos > Madrid | Tres Cantos > Madrid | Tres Cantos > Madrid | Tres Cantos > Madrid | Tres Cantos > Madrid | Tres Cantos > Madrid | Tres Cantos > Madrid | Tres Cantos > Madrid | Tres Cantos > Madrid | Tres Cantos > Madrid | Tres Cantos > Madrid | Tres Cantos > Madrid | Tres Cantos > Madrid | Tres Cantos > Madrid | Tres Cantos > Madrid | Tres Cantos > Madrid | Tres Cantos > Madrid |
| 06                         | 07                   | 08                   | 09                   | 10                   | 11                   | 12                   | 13                   | 14                   | 15                   | 16                   | 17                   | 18                   | 19                   | 20                   | 21                   | 22                   | 23                   | 00                   | 05                   | 06                   | 07                   | 08                   | 09                   | 10                   | 11                   | 12                   | 13                   | 14                   | 15                   | 16                   | 17                   | 18                   | 19                   | 20                   | 21                   | 22                   | 23                   | 00                   | 01                   |
| 15                         | 00 45                | 30                   | 15                   | 00 45                | 30                   | 15                   | 00 45                | 30                   | 15                   | 00 45                | 30                   | 15                   | 00 45                | 30                   | 15                   | 00 45                | 30                   | 15s                  |                      | 25                   | 00 45                | 30                   | 15                   | 00 45                | 30                   | 15                   | 00 45                | 30                   | 15                   | 00 45                | 30                   | 15                   | 00 45                | 30                   | 15                   | 00 45                | 30s                  | 15s                  | 00s                  |
| Todo el año                |                      |                      |                      |                      |                      |                      |                      |                      |                      |                      |                      |                      |                      |                      |                      |                      |                      |                      |                      |                      |                      |                      |                      |                      |                      |                      |                      |                      |                      |                      |                      |                      |                      |                      |                      |                      |                      |                      |                      |
| Domingos y festivos        |                      |                      |                      |                      |                      |                      |                      |                      |                      |                      |                      |                      |                      |                      |                      |                      |                      |                      |                      |                      |                      |                      |                      |                      |                      |                      |                      |                      |                      |                      |                      |                      |                      |                      |                      |                      |                      |                      |                      |
| Madrid > Tres Cantos       | Madrid > Tres Cantos | Madrid > Tres Cantos | Madrid > Tres Cantos | Madrid > Tres Cantos | Madrid > Tres Cantos | Madrid > Tres Cantos | Madrid > Tres Cantos | Madrid > Tres Cantos | Madrid > Tres Cantos | Madrid > Tres Cantos | Madrid > Tres Cantos | Madrid > Tres Cantos | Madrid > Tres Cantos | Madrid > Tres Cantos | Madrid > Tres Cantos | Madrid > Tres Cantos | Madrid > Tres Cantos | Madrid > Tres Cantos | Tres Cantos > Madrid | Tres Cantos > Madrid | Tres Cantos > Madrid | Tres Cantos > Madrid | Tres Cantos > Madrid | Tres Cantos > Madrid | Tres Cantos > Madrid | Tres Cantos > Madrid | Tres Cantos > Madrid | Tres Cantos > Madrid | Tres Cantos > Madrid | Tres Cantos > Madrid | Tres Cantos > Madrid | Tres Cantos > Madrid | Tres Cantos > Madrid | Tres Cantos > Madrid | Tres Cantos > Madrid | Tres Cantos > Madrid | Tres Cantos > Madrid | Tres Cantos > Madrid | Tres Cantos > Madrid |
| 06                         | 07                   | 08                   | 09                   | 10                   | 11                   | 12                   | 13                   | 14                   | 15                   | 16                   | 17                   | 18                   | 19                   | 20                   | 21                   | 22                   | 23                   | 00                   | 05                   | 06                   | 07                   | 08                   | 09                   | 10                   | 11                   | 12                   | 13                   | 14                   | 15                   | 16                   | 17                   | 18                   | 19                   | 20                   | 21                   | 22                   | 23                   | 00                   | 01                   |
|                            | 00 45                | 30                   | 15                   | 00 45                | 30                   | 15                   | 00 45                | 30                   | 15                   | 00 45                | 30                   | 15                   | 00 45                | 30                   | 15                   | 00 45                | 30                   | 15s                  |                      |                      | 00 45                | 30                   | 15                   | 00 45                | 30                   | 15                   | 00 45                | 30                   | 15                   | 00 45                | 30                   | 15                   | 00 45                | 30                   | 15                   | 00 45                | 30s                  | 15s                  | 00s                  |
| s Desde/hasta superficie   |                      |                      |                      |                      |                      |                      |                      |                      |                      |                      |                      |                      |                      |                      |                      |                      |                      |                      |                      |                      |                      |                      |                      |                      |                      |                      |                      |                      |                      |                      |                      |                      |                      |                      |                      |                      |                      |                      |                      |
| cc Desde Ciudad Escolar    |                      |                      |                      |                      |                      |                      |                      |                      |                      |                      |                      |                      |                      |                      |                      |                      |                      |                      |                      |                      |                      |                      |                      |                      |                      |                      |                      |                      |                      |                      |                      |                      |                      |                      |                      |                      |                      |                      |                      |
| l Sólo lectivos            |                      |                      |                      |                      |                      |                      |                      |                      |                      |                      |                      |                      |                      |                      |                      |                      |                      |                      |                      |                      |                      |                      |                      |                      |                      |                      |                      |                      |                      |                      |                      |                      |                      |                      |                      |                      |                      |                      |                      |

### 16 - 31 julio
| Lunes a viernes laborables |                      |                      |                      |                      |                      |                      |                      |                      |                      |                      |                      |                      |                      |                      |                      |                      |                      |                      |                      |                      |                      |                      |                      |                      |                      |                      |                      |                      |                      |                      |                      |                      |                      |                      |                      |                      |                      |                      |                      |
| Madrid > Tres Cantos       | Madrid > Tres Cantos | Madrid > Tres Cantos | Madrid > Tres Cantos | Madrid > Tres Cantos | Madrid > Tres Cantos | Madrid > Tres Cantos | Madrid > Tres Cantos | Madrid > Tres Cantos | Madrid > Tres Cantos | Madrid > Tres Cantos | Madrid > Tres Cantos | Madrid > Tres Cantos | Madrid > Tres Cantos | Madrid > Tres Cantos | Madrid > Tres Cantos | Madrid > Tres Cantos | Madrid > Tres Cantos | Madrid > Tres Cantos | Tres Cantos > Madrid | Tres Cantos > Madrid | Tres Cantos > Madrid | Tres Cantos > Madrid | Tres Cantos > Madrid | Tres Cantos > Madrid | Tres Cantos > Madrid | Tres Cantos > Madrid | Tres Cantos > Madrid | Tres Cantos > Madrid | Tres Cantos > Madrid | Tres Cantos > Madrid | Tres Cantos > Madrid | Tres Cantos > Madrid | Tres Cantos > Madrid | Tres Cantos > Madrid | Tres Cantos > Madrid | Tres Cantos > Madrid | Tres Cantos > Madrid | Tres Cantos > Madrid | Tres Cantos > Madrid |
| 06                         | 07                   | 08                   | 09                   | 10                   | 11                   | 12                   | 13                   | 14                   | 15                   | 16                   | 17                   | 18                   | 19                   | 20                   | 21                   | 22                   | 23                   | 00                   | 05                   | 06                   | 07                   | 08                   | 09                   | 10                   | 11                   | 12                   | 13                   | 14                   | 15                   | 16                   | 17                   | 18                   | 19                   | 20                   | 21                   | 22                   | 23                   | 00                   | 01                   |
| 10 30 52                   | 07 22 37 52          | 07 22 37 52          | 07 22 37 52          | 07 22 37 50          | 10 30 50             | 10 30 50             | 10 30 50             | 10 30 50             | 10 30 50             | 10 30 50             | 15 40                | 05 30 55             | 20 45                | 10 35                | 00 25 50             | 15 40                | 05 30                |                      | 40                   | 00 15 30 45          | 00 15 30 45          | 00 15 30 45          | 00 15 30 45          | 00 20 40             | 00 20 40             | 00 20 40             | 00 20 40             | 00 20 40             | 00 20 40             | 00 25 50             | 15 40                | 05 30 55             | 20 45                | 10 35                | 00 25 50             | 15 40                | 05s 30s 55s          |                      |                      |
| Todo el año                |                      |                      |                      |                      |                      |                      |                      |                      |                      |                      |                      |                      |                      |                      |                      |                      |                      |                      |                      |                      |                      |                      |                      |                      |                      |                      |                      |                      |                      |                      |                      |                      |                      |                      |                      |                      |                      |                      |                      |
| Sábados laborables         |                      |                      |                      |                      |                      |                      |                      |                      |                      |                      |                      |                      |                      |                      |                      |                      |                      |                      |                      |                      |                      |                      |                      |                      |                      |                      |                      |                      |                      |                      |                      |                      |                      |                      |                      |                      |                      |                      |                      |
| Madrid > Tres Cantos       | Madrid > Tres Cantos | Madrid > Tres Cantos | Madrid > Tres Cantos | Madrid > Tres Cantos | Madrid > Tres Cantos | Madrid > Tres Cantos | Madrid > Tres Cantos | Madrid > Tres Cantos | Madrid > Tres Cantos | Madrid > Tres Cantos | Madrid > Tres Cantos | Madrid > Tres Cantos | Madrid > Tres Cantos | Madrid > Tres Cantos | Madrid > Tres Cantos | Madrid > Tres Cantos | Madrid > Tres Cantos | Madrid > Tres Cantos | Tres Cantos > Madrid | Tres Cantos > Madrid | Tres Cantos > Madrid | Tres Cantos > Madrid | Tres Cantos > Madrid | Tres Cantos > Madrid | Tres Cantos > Madrid | Tres Cantos > Madrid | Tres Cantos > Madrid | Tres Cantos > Madrid | Tres Cantos > Madrid | Tres Cantos > Madrid | Tres Cantos > Madrid | Tres Cantos > Madrid | Tres Cantos > Madrid | Tres Cantos > Madrid | Tres Cantos > Madrid | Tres Cantos > Madrid | Tres Cantos > Madrid | Tres Cantos > Madrid | Tres Cantos > Madrid |
| 06                         | 07                   | 08                   | 09                   | 10                   | 11                   | 12                   | 13                   | 14                   | 15                   | 16                   | 17                   | 18                   | 19                   | 20                   | 21                   | 22                   | 23                   | 00                   | 05                   | 06                   | 07                   | 08                   | 09                   | 10                   | 11                   | 12                   | 13                   | 14                   | 15                   | 16                   | 17                   | 18                   | 19                   | 20                   | 21                   | 22                   | 23                   | 00                   | 01                   |
| 15                         | 00 45                | 30                   | 15                   | 00 45                | 30                   | 15                   | 00 45                | 30                   | 15                   | 00 45                | 30                   | 15                   | 00 45                | 30                   | 15                   | 00 45                | 30                   | 15s                  |                      | 25                   | 00 45                | 30                   | 15                   | 00 45                | 30                   | 15                   | 00 45                | 30                   | 15                   | 00 45                | 30                   | 15                   | 00 45                | 30                   | 15                   | 00 45                | 30s                  | 15s                  | 00s                  |
| Todo el año                |                      |                      |                      |                      |                      |                      |                      |                      |                      |                      |                      |                      |                      |                      |                      |                      |                      |                      |                      |                      |                      |                      |                      |                      |                      |                      |                      |                      |                      |                      |                      |                      |                      |                      |                      |                      |                      |                      |                      |
| Domingos y festivos        |                      |                      |                      |                      |                      |                      |                      |                      |                      |                      |                      |                      |                      |                      |                      |                      |                      |                      |                      |                      |                      |                      |                      |                      |                      |                      |                      |                      |                      |                      |                      |                      |                      |                      |                      |                      |                      |                      |                      |
| Madrid > Tres Cantos       | Madrid > Tres Cantos | Madrid > Tres Cantos | Madrid > Tres Cantos | Madrid > Tres Cantos | Madrid > Tres Cantos | Madrid > Tres Cantos | Madrid > Tres Cantos | Madrid > Tres Cantos | Madrid > Tres Cantos | Madrid > Tres Cantos | Madrid > Tres Cantos | Madrid > Tres Cantos | Madrid > Tres Cantos | Madrid > Tres Cantos | Madrid > Tres Cantos | Madrid > Tres Cantos | Madrid > Tres Cantos | Madrid > Tres Cantos | Tres Cantos > Madrid | Tres Cantos > Madrid | Tres Cantos > Madrid | Tres Cantos > Madrid | Tres Cantos > Madrid | Tres Cantos > Madrid | Tres Cantos > Madrid | Tres Cantos > Madrid | Tres Cantos > Madrid | Tres Cantos > Madrid | Tres Cantos > Madrid | Tres Cantos > Madrid | Tres Cantos > Madrid | Tres Cantos > Madrid | Tres Cantos > Madrid | Tres Cantos > Madrid | Tres Cantos > Madrid | Tres Cantos > Madrid | Tres Cantos > Madrid | Tres Cantos > Madrid | Tres Cantos > Madrid |
| 06                         | 07                   | 08                   | 09                   | 10                   | 11                   | 12                   | 13                   | 14                   | 15                   | 16                   | 17                   | 18                   | 19                   | 20                   | 21                   | 22                   | 23                   | 00                   | 05                   | 06                   | 07                   | 08                   | 09                   | 10                   | 11                   | 12                   | 13                   | 14                   | 15                   | 16                   | 17                   | 18                   | 19                   | 20                   | 21                   | 22                   | 23                   | 00                   | 01                   |
|                            | 00 45                | 30                   | 15                   | 00 45                | 30                   | 15                   | 00 45                | 30                   | 15                   | 00 45                | 30                   | 15                   | 00 45                | 30                   | 15                   | 00 45                | 30                   | 15s                  |                      |                      | 00 45                | 30                   | 15                   | 00 45                | 30                   | 15                   | 00 45                | 30                   | 15                   | 00 45                | 30                   | 15                   | 00 45                | 30                   | 15                   | 00 45                | 30s                  | 15s                  | 00s                  |
| s Desde/hasta superficie   |                      |                      |                      |                      |                      |                      |                      |                      |                      |                      |                      |                      |                      |                      |                      |                      |                      |                      |                      |                      |                      |                      |                      |                      |                      |                      |                      |                      |                      |                      |                      |                      |                      |                      |                      |                      |                      |                      |                      |

### 1 - 31 agosto
| Lunes a viernes laborables |                      |                      |                      |                      |                      |                      |                      |                      |                      |                      |                      |                      |                      |                      |                      |                      |                      |                      |                      |                      |                      |                      |                      |                      |                      |                      |                      |                      |                      |                      |                      |                      |                      |                      |                      |                      |                      |                      |                      |
| Madrid > Tres Cantos       | Madrid > Tres Cantos | Madrid > Tres Cantos | Madrid > Tres Cantos | Madrid > Tres Cantos | Madrid > Tres Cantos | Madrid > Tres Cantos | Madrid > Tres Cantos | Madrid > Tres Cantos | Madrid > Tres Cantos | Madrid > Tres Cantos | Madrid > Tres Cantos | Madrid > Tres Cantos | Madrid > Tres Cantos | Madrid > Tres Cantos | Madrid > Tres Cantos | Madrid > Tres Cantos | Madrid > Tres Cantos | Madrid > Tres Cantos | Tres Cantos > Madrid | Tres Cantos > Madrid | Tres Cantos > Madrid | Tres Cantos > Madrid | Tres Cantos > Madrid | Tres Cantos > Madrid | Tres Cantos > Madrid | Tres Cantos > Madrid | Tres Cantos > Madrid | Tres Cantos > Madrid | Tres Cantos > Madrid | Tres Cantos > Madrid | Tres Cantos > Madrid | Tres Cantos > Madrid | Tres Cantos > Madrid | Tres Cantos > Madrid | Tres Cantos > Madrid | Tres Cantos > Madrid | Tres Cantos > Madrid | Tres Cantos > Madrid | Tres Cantos > Madrid |
| 06                         | 07                   | 08                   | 09                   | 10                   | 11                   | 12                   | 13                   | 14                   | 15                   | 16                   | 17                   | 18                   | 19                   | 20                   | 21                   | 22                   | 23                   | 00                   | 05                   | 06                   | 07                   | 08                   | 09                   | 10                   | 11                   | 12                   | 13                   | 14                   | 15                   | 16                   | 17                   | 18                   | 19                   | 20                   | 21                   | 22                   | 23                   | 00                   | 01                   |
| 50                         | 10 30 50             | 10 30 50             | 10 30 50             | 10 30 50             | 10 30 50             | 10 30 50             | 10 30 50             | 10 30 50             | 10 30 50             | 10 30 50             | 10 30 50             | 10 30 50             | 10 30 50             | 10 30 50             | 10 30 50             | 10 30 50             | 10 30 50             | 10s                  |                      | 00 20 40             | 00 20 40             | 00 20 40             | 00 20 40             | 00 20 40             | 00 20 40             | 00 20 40             | 00 20 40             | 00 20 40             | 00 20 40             | 00 20 40             | 00 20 40             | 00 20 40             | 00 20 40             | 00 20 40             | 00 20 40             | 00 20 40             | 00 20s               |                      |                      |
| Todo el año                |                      |                      |                      |                      |                      |                      |                      |                      |                      |                      |                      |                      |                      |                      |                      |                      |                      |                      |                      |                      |                      |                      |                      |                      |                      |                      |                      |                      |                      |                      |                      |                      |                      |                      |                      |                      |                      |                      |                      |
| Sábados laborables         |                      |                      |                      |                      |                      |                      |                      |                      |                      |                      |                      |                      |                      |                      |                      |                      |                      |                      |                      |                      |                      |                      |                      |                      |                      |                      |                      |                      |                      |                      |                      |                      |                      |                      |                      |                      |                      |                      |                      |
| Madrid > Tres Cantos       | Madrid > Tres Cantos | Madrid > Tres Cantos | Madrid > Tres Cantos | Madrid > Tres Cantos | Madrid > Tres Cantos | Madrid > Tres Cantos | Madrid > Tres Cantos | Madrid > Tres Cantos | Madrid > Tres Cantos | Madrid > Tres Cantos | Madrid > Tres Cantos | Madrid > Tres Cantos | Madrid > Tres Cantos | Madrid > Tres Cantos | Madrid > Tres Cantos | Madrid > Tres Cantos | Madrid > Tres Cantos | Madrid > Tres Cantos | Tres Cantos > Madrid | Tres Cantos > Madrid | Tres Cantos > Madrid | Tres Cantos > Madrid | Tres Cantos > Madrid | Tres Cantos > Madrid | Tres Cantos > Madrid | Tres Cantos > Madrid | Tres Cantos > Madrid | Tres Cantos > Madrid | Tres Cantos > Madrid | Tres Cantos > Madrid | Tres Cantos > Madrid | Tres Cantos > Madrid | Tres Cantos > Madrid | Tres Cantos > Madrid | Tres Cantos > Madrid | Tres Cantos > Madrid | Tres Cantos > Madrid | Tres Cantos > Madrid | Tres Cantos > Madrid |
| 06                         | 07                   | 08                   | 09                   | 10                   | 11                   | 12                   | 13                   | 14                   | 15                   | 16                   | 17                   | 18                   | 19                   | 20                   | 21                   | 22                   | 23                   | 00                   | 05                   | 06                   | 07                   | 08                   | 09                   | 10                   | 11                   | 12                   | 13                   | 14                   | 15                   | 16                   | 17                   | 18                   | 19                   | 20                   | 21                   | 22                   | 23                   | 00                   | 01                   |
| 15                         | 00 45                | 30                   | 15                   | 00 45                | 30                   | 15                   | 00 45                | 30                   | 15                   | 00 45                | 30                   | 15                   | 00 45                | 30                   | 15                   | 00 45                | 30                   | 15s                  |                      | 25                   | 00 45                | 30                   | 15                   | 00 45                | 30                   | 15                   | 00 45                | 30                   | 15                   | 00 45                | 30                   | 15                   | 00 45                | 30                   | 15                   | 00 45                | 30s                  | 15s                  | 00s                  |
| Todo el año                |                      |                      |                      |                      |                      |                      |                      |                      |                      |                      |                      |                      |                      |                      |                      |                      |                      |                      |                      |                      |                      |                      |                      |                      |                      |                      |                      |                      |                      |                      |                      |                      |                      |                      |                      |                      |                      |                      |                      |
| Domingos y festivos        |                      |                      |                      |                      |                      |                      |                      |                      |                      |                      |                      |                      |                      |                      |                      |                      |                      |                      |                      |                      |                      |                      |                      |                      |                      |                      |                      |                      |                      |                      |                      |                      |                      |                      |                      |                      |                      |                      |                      |
| Madrid > Tres Cantos       | Madrid > Tres Cantos | Madrid > Tres Cantos | Madrid > Tres Cantos | Madrid > Tres Cantos | Madrid > Tres Cantos | Madrid > Tres Cantos | Madrid > Tres Cantos | Madrid > Tres Cantos | Madrid > Tres Cantos | Madrid > Tres Cantos | Madrid > Tres Cantos | Madrid > Tres Cantos | Madrid > Tres Cantos | Madrid > Tres Cantos | Madrid > Tres Cantos | Madrid > Tres Cantos | Madrid > Tres Cantos | Madrid > Tres Cantos | Tres Cantos > Madrid | Tres Cantos > Madrid | Tres Cantos > Madrid | Tres Cantos > Madrid | Tres Cantos > Madrid | Tres Cantos > Madrid | Tres Cantos > Madrid | Tres Cantos > Madrid | Tres Cantos > Madrid | Tres Cantos > Madrid | Tres Cantos > Madrid | Tres Cantos > Madrid | Tres Cantos > Madrid | Tres Cantos > Madrid | Tres Cantos > Madrid | Tres Cantos > Madrid | Tres Cantos > Madrid | Tres Cantos > Madrid | Tres Cantos > Madrid | Tres Cantos > Madrid | Tres Cantos > Madrid |
| 06                         | 07                   | 08                   | 09                   | 10                   | 11                   | 12                   | 13                   | 14                   | 15                   | 16                   | 17                   | 18                   | 19                   | 20                   | 21                   | 22                   | 23                   | 00                   | 05                   | 06                   | 07                   | 08                   | 09                   | 10                   | 11                   | 12                   | 13                   | 14                   | 15                   | 16                   | 17                   | 18                   | 19                   | 20                   | 21                   | 22                   | 23                   | 00                   | 01                   |
|                            | 00 45                | 30                   | 15                   | 00 45                | 30                   | 15                   | 00 45                | 30                   | 15                   | 00 45                | 30                   | 15                   | 00 45                | 30                   | 15                   | 00 45                | 30                   | 15s                  |                      |                      | 00 45                | 30                   | 15                   | 00 45                | 30                   | 15                   | 00 45                | 30                   | 15                   | 00 45                | 30                   | 15                   | 00 45                | 30                   | 15                   | 00 45                | 30s                  | 15s                  | 00s                  |
| s Desde/hasta superficie   |                      |                      |                      |                      |                      |                      |                      |                      |                      |                      |                      |                      |                      |                      |                      |                      |                      |                      |                      |                      |                      |                      |                      |                      |                      |                      |                      |                      |                      |                      |                      |                      |                      |                      |                      |                      |                      |                      |                      |

## Recorrido y paradas

### Sentido Tres Cantos

Esquema de dársenas del intercambiador subterráneo de Plaza de Castilla

La línea inicia su recorrido en el intercambiador subterráneo de Plaza de Castilla, en la dársena 30 (los servicios que parten desde la superficie del intercambiador de Plaza de Castilla lo hacen desde la dársena 47), en este punto se establece correspondencia con todas las líneas de los corredores 1 y 7 con cabecera en el intercambiador de Plaza de Castilla. En la superficie efectúan parada varias líneas urbanas con las que tiene correspondencia, y a través de pasillos subterráneos enlaza con las líneas 1, 9 y 10 del Metro de Madrid.
Tras abandonar los túneles del intercambiador subterráneo, la línea sale al Paseo de la Castellana, donde tiene una primera parada frente al Hospital La Paz (subida de viajeros). A partir de aquí sale por la M-30 hasta el nudo de Manoteras y toma la M-607.
La línea circula por la M-607 realizando diversas paradas en la vía de servicio, notablemente en la zona de Cantoblanco, la Universidad Autónoma de Madrid y la base militar de El Goloso. Toma la salida 21 hacia Tres Cantos y realiza 2 paradas en la Avenida del Parque antes de girar hacia la Avenida de Viñuelas y tomar la Avenida de los Encuartes (4 paradas) que le da nombre a la línea.
Al final de dicha avenida, toma la Avenida de Colmenar Viejo (4 paradas), desviándose hacia la Avenida de los Artesanos (4 paradas) hasta tomar la Avenida de España (2 paradas) donde tiene su cabecera en los nuevos desarrollos urbanísticos al norte de la ciudad, llamados Nuevo Tres Cantos.
| Código                                                                                             | Zona | Localidad   | Denominación                                           | Ubicación                      | Líneas de la parada                                                   | Metro / Cercanías |
| -------------------------------------------------------------------------------------------------- | ---- | ----------- | ------------------------------------------------------ | ------------------------------ | --------------------------------------------------------------------- | ----------------- |
| 17470A                                                                                             |      | Madrid      | Intercambiador de Plaza de Castilla - Dársena 30       | Avenida de Asturias Nº2        | 712 713                                                               | Plaza de Castilla |
| Cabecera de las expediciones que salen desde la superficie del Intercambiador de Plaza de Castilla |      |             |                                                        |                                |                                                                       |                   |
| 18074F                                                                                             |      | Madrid      | Intercambiador de Plaza de Castilla - Dársena 47       | Paseo de la Castellana Nº195   | 178 712 713                                                           | Plaza de Castilla |
| Paradas del itinerario normal                                                                      |      |             |                                                        |                                |                                                                       |                   |
| 3252                                                                                               |      | Madrid      | Paseo de la Castellana Nº292 - Hospital La Paz         | Paseo de la Castellana Nº292   | 173 174 175 176 178 712 713 716 717 721 722 724 725 726 876 N701 N702 | Begoña            |
| 3670                                                                                               |      | Madrid      | Carretera de Colmenar - Hospital Ramón y Cajal         | M-607 km. 8,4                  | 175 178 712 713 714 716 717 721 722 724 725 726 876 N701 N702         | Ramón y Cajal     |
| 3918                                                                                               |      | Madrid      | Carretera de Colmenar - Colegio                        | M-607 km. 8,9                  | 175 178 712 713 716 717 N701                                          |                   |
| 06563                                                                                              |      | Madrid      | Carretera de Colmenar Viejo - Academia de Artillería   | M-607 km. 11,7                 | 712 713 716 717 721 722 724 725 726 N701 N702                         |                   |
| 06565                                                                                              |      | Madrid      | Carretera M-607 - Residencia de Ancianos               | M-607 km. 13                   | 712 713 714 716 717 721 722 724 725 726 N701 N702                     |                   |
| 06566                                                                                              |      | Madrid      | Carretera M-607 - Ciudad Escolar                       | M-607 km. 13,4                 | 712 713 716 717 721 722 724 725 726 N701 N702                         |                   |
| 06567                                                                                              |      | Madrid      | Carretera M-607 - Hospital Psiquiátrico                | M-607 km. 13,8                 | 712 713 716 717 721 722 724 725 726 N701 N702                         |                   |
| 06568                                                                                              |      | Madrid      | Carretera M-607 - Hospital Cantoblanco                 | M-607 km. 14,5                 | 712 713 716 717 721 722 724 725 726 N701 N702                         |                   |
| 06569                                                                                              |      | Madrid      | Carretera M-607 - Universidad Autónoma                 | M-607 km. 14,9                 | 712 713 716 717 721 722 724 725 726 876 N701 N702                     | Cantoblanco       |
| 06570                                                                                              |      | Madrid      | Carretera M-607 - Cruce Carretera de Alcobendas        | M-607 km. 16                   | 712 713 716 717 721 722 724 725 726 N701 N702                         |                   |
| 06571                                                                                              |      | Madrid      | Carretera M-607 - El Goloso                            | M-607 km. 16,8                 | 712 713 716 717 721 722 724 725 726 827 N701 N702                     | El Goloso         |
| 06572                                                                                              |      | Madrid      | Carretera M-607 - Las Jarrillas                        | M-607 km. 18,7                 | 712 713 716 717 721 722 724 725 726 827 N701 N702                     |                   |
| 06573                                                                                              |      | Madrid      | Carretera M-607 - Cementerio La Paz                    | M-607 km. 19,4                 | 712 713 716 717 721 722 724 725 726 827 N701 N702                     |                   |
| 09097                                                                                              |      | Tres Cantos | Avenida del Parque - Plaza Puerta de Madrid            | Avenida del Parque Nº2         | 712 713 716 827 N701                                                  |                   |
| 11535                                                                                              |      | Tres Cantos | Avenida del Parque - Calle del Mar Egeo                | Avenida del Parque Nº36        | 712 827                                                               |                   |
| 11104                                                                                              |      | Tres Cantos | Avenida de Viñuelas - Plaza de la Encina               | Avenida de Viñuelas Nº1        | 712 723 N701 2 5                                                      |                   |
| 09644                                                                                              |      | Tres Cantos | Avenida de los Encuartes - Avenida de los Labradores   | Avenida de los Encuartes Nº46  | 712 723 N701 2 5                                                      |                   |
| 12509                                                                                              |      | Tres Cantos | Avenida de los Encuartes - Calle del Comercio          | Avenida de los Encuartes Nº9   | 712 N701 2 4 5                                                        |                   |
| 09682                                                                                              |      | Tres Cantos | Avenida de los Encuartes - Calle de la Hierbabuena     | Avenida de los Encuartes Nº15  | 712 N701 2 4 5                                                        |                   |
| 09643                                                                                              |      | Tres Cantos | Avenida de los Encuartes - Calle de los Panaderos      | Avenida de los Encuartes Nº25  | 712 N701 2 4 5                                                        |                   |
| 06661                                                                                              |      | Tres Cantos | Avenida de Colmenar Viejo - Ayuntamiento               | Avenida de Colmenar Viejo S/Nº | 712 N701 2 4 5                                                        |                   |
| 08397                                                                                              |      | Tres Cantos | Avenida de Colmenar Viejo - Sector Literatos           | Avenida de Colmenar Viejo S/Nº | 712 713 723 N701 2 4 5                                                |                   |
| 06644                                                                                              |      | Tres Cantos | Avenida de Colmenar Viejo - Centro Comercial           | Avenida de Colmenar Viejo Nº1  | 712 723 N701 2                                                        |                   |
| 06642                                                                                              |      | Tres Cantos | Avenida de Colmenar Viejo - Guardia Civil              | Sector Foresta Nº3             | 712 723 N701 2                                                        |                   |
| 09087                                                                                              |      | Tres Cantos | Avenida de los Artesanos - Sector Foresta              | Sector Foresta Nº5             | 712 723 2                                                             |                   |
| 12699                                                                                              |      | Tres Cantos | Avenida de los Artesanos - Plaza de la Chimenea        | Avenida de los Artesanos Nº48  | 712 723 2                                                             |                   |
| 11635                                                                                              |      | Tres Cantos | Avenida de los Artesanos - Guardia Civil               | Avenida de los Artesanos Nº62  | 712 723 N701 1 3                                                      |                   |
| 06640                                                                                              |      | Tres Cantos | Avenida de los Artesanos - Residencia de Ancianos      | Avenida de los Artesanos S/Nº  | 712 N701                                                              |                   |
| 20457                                                                                              |      | Tres Cantos | Avenida de España - Avenida de la Comunidad Valenciana | Avenida de España Nº1          | 712 4 5                                                               |                   |
| 19408                                                                                              |      | Tres Cantos | Avenida de España - Avenida de Madrid                  | Avenida de España Nº1          | 712 4 5                                                               |                   |

### Sentido Madrid (Plaza de Castilla)
El recorrido en sentido Madrid es igual al de ida pero en sentido contrario.
| Código                                                                                             | Zona | Localidad   | Denominación                                           | Ubicación                      | Líneas de la parada                                     | Metro / Cercanías |
| -------------------------------------------------------------------------------------------------- | ---- | ----------- | ------------------------------------------------------ | ------------------------------ | ------------------------------------------------------- | ----------------- |
| 19904                                                                                              |      | Tres Cantos | Avenida de España - Avenida de Madrid                  | Avenida de España Nº1          | 712 N701 4 5                                            |                   |
| 18997                                                                                              |      | Tres Cantos | Avenida de España - Avenida de la Comunidad Valenciana | Avenida de España Nº1          | 712 N701 4 5                                            |                   |
| 06641                                                                                              |      | Tres Cantos | Avenida de los Artesanos - Residencia de Ancianos      | Avenida de los Artesanos S/Nº  | 712 827                                                 |                   |
| 12797                                                                                              |      | Tres Cantos | Avenida de los Artesanos - Plaza de la Chimenea        | Avenida de los Artesanos Nº46  | 712 723 1 3                                             |                   |
| 09086                                                                                              |      | Tres Cantos | Avenida de los Artesanos - Sector Foresta              | Avenida de los Artesanos Nº56  | 712 723 1 3                                             |                   |
| 11635                                                                                              |      | Tres Cantos | Avenida de los Artesanos - Guardia Civil               | Avenida de los Artesanos Nº62  | 712 723 N701 1 3                                        |                   |
| 06643                                                                                              |      | Tres Cantos | Avenida de Colmenar Viejo - Guardia Civil              | Avenida de Colmenar Viejo S/Nº | 712 723 827 1 3                                         |                   |
| 08395                                                                                              |      | Tres Cantos | Avenida de Colmenar Viejo - Centro Comercial El Zoco   | Avenida de Colmenar Viejo Nº44 | 712 723 827 1 3                                         |                   |
| 06660                                                                                              |      | Tres Cantos | Avenida de Colmenar Viejo - Sector Descubridores       | Avenida de Colmenar Viejo Nº46 | 712 713 723 827 1 3 4 5                                 |                   |
| 08398                                                                                              |      | Tres Cantos | Avenida de Colmenar Viejo - Plaza del Toro             | Avenida de Colmenar Viejo Nº46 | 712 827 1 3 4 5                                         |                   |
| 08399                                                                                              |      | Tres Cantos | Avenida de los Encuartes - Calle de los Panaderos      | Avenida de los Encuartes Nº21  | 712 827 1 3 4 5                                         |                   |
| 09681                                                                                              |      | Tres Cantos | Avenida de los Encuartes - Ronda de la Luna            | Avenida de los Encuartes Nº17  | 712 827 1 3 4 5                                         |                   |
| 12508                                                                                              |      | Tres Cantos | Avenida de los Encuartes - Ayuntamiento                | Avenida de los Encuartes Nº9   | 712 827                                                 |                   |
| 09645                                                                                              |      | Tres Cantos | Avenida de los Encuartes - Aveniada de los Labradores  | Avenida de los Encuartes Nº5   | 712 723 827 1 5                                         |                   |
| 09683                                                                                              |      | Tres Cantos | Avenida de Viñuelas - Plaza de la Encina               | Avenida de Viñuelas Nº2        | 712 723 827 1 5                                         |                   |
| 11534                                                                                              |      | Tres Cantos | Avenida del Parque - Calle de Einstein                 | Avenida del Parque Nº30        | 712 827                                                 |                   |
| 09096                                                                                              |      | Tres Cantos | Plaza Puerta de Madrid - Residencial Aislada           | Avenida del Parque Nº2         | 712 713 716 827 N701                                    |                   |
| 12875                                                                                              |      | Madrid      | Carretera M-607 - Cementerio La Paz                    | M-607 km. 19,3                 | 712 713 716 717 721 722 724 725 726 827 876N701 N702    |                   |
| 09679                                                                                              |      | Madrid      | Carretera M-607 - Estación de El Goloso                | M-607 km. 17,2                 | 712 713 716 717 721 722 724 725 726 827 N701 N702       | El Goloso         |
| 06664                                                                                              |      | Madrid      | Carretera M-607 - El Goloso                            | M-607 km. 16,9                 | 712 713 716 717 721 722 724 725 726 827 N701 N702       | El Goloso         |
| 06665                                                                                              |      | Madrid      | Carretera M-607 - Cruce Carretera de Alcobendas        | M-607 km. 16                   | 712 713 716 717 721 722 724 725 726 N701 N702           |                   |
| 06666                                                                                              |      | Madrid      | Carretera M-607 - Universidad Autónoma                 | M-607 km. 14,9                 | 712 713 716 717 721 722 724 725 726 876N701 N702        | Cantoblanco       |
| 06667                                                                                              |      | Madrid      | Carretera M-607 - Valdelatas                           | M-607 km. 14,3                 | 712 713 716 717 N701                                    |                   |
| El recorrido desde Ciudad Escolar comienza aquí                                                    |      |             |                                                        |                                |                                                         |                   |
| 50036                                                                                              |      | Madrid      | C.E.S Fernando - Centro de Formación Ambiental         | Camino de Servicio S/Nº        | 712                                                     |                   |
| 50037                                                                                              |      | Madrid      | C.E.S Fernando - Residencia de Estudiantes             | Camino de Servicio S/Nº        | 712                                                     |                   |
| Paradas del itinerario normal                                                                      |      |             |                                                        |                                |                                                         |                   |
| 06669                                                                                              |      | Madrid      | Carretera M-607 - Ciudad Escolar                       | M-607 km. 13,4                 | 712 713 714 716 717 721722 724 725 726 N701 N702        |                   |
| 06672                                                                                              |      | Madrid      | Carretera de Colmenar - Academia de Artillería         | M-607 km. 11,7                 | 712 713 716 717 721722724725726N701 N702                |                   |
| 06673                                                                                              |      | Madrid      | Carretera de Colmenar - Gasolinera Santa Ana           | M-607 km. 9,7                  | 712 713 714 716 717 721722724725726876N701 N702         |                   |
| 955                                                                                                |      | Madrid      | Carretera de Colmenar - Hospital Ramón y Cajal         | M-607 km. 8,3                  | 175 178 712 713 714 716 717 721722724725726876N701 N702 | Ramón y Cajal     |
| 10548                                                                                              |      | Madrid      | Paseo de la Castellana - Hospital La Paz               | Paseo de la Castellana Nº300   | 712 713 714 716 717 721722724725726815 876N701 N702     | Begoña            |
| Terminal de las expediciones que terminan en la superficie del Intercambiador de Plaza de Castilla |      |             |                                                        |                                |                                                         |                   |
| 18074                                                                                              |      | Madrid      | Intercambiador de Plaza de Castilla                    | Paseo de la Castellana Nº195   | Descenso antes de la dársena 42                         | Plaza de Castilla |
| Terminal del itinerario normal                                                                     |      |             |                                                        |                                |                                                         |                   |
| 17470                                                                                              |      | Madrid      | Intercambiador de Plaza de Castilla                    | Avenida de Asturias Nº2        | Descenso en las dársenas 38 y 39.                       | Plaza de Castilla |